# 董文杰
董文杰(1966年—)，中国甘肃人，北京师范大学珠海分校未来地球研究院院长，中华人民共和国教育部长江学者特聘教授，主要从事气候变化、气候动力学和气候预测理论研究。

## 生平
董文杰教授于1996年获得兰州大学博士学位。后担任北京师范大学地表过程与资源生态国家重点实验室副主任，并担任该校珠海分校未来地球研究院院长。